# Sztibol
A sztibol hipotetikus szerves heterociklusos vegyület. Öttagú gyűrűjét négy szénatom és egy antimonatom alkotja. Analóg a pirrollal, csak a nitrogén helyett antimon van benne. Szubsztituált származékai a sztibolok.
A 2,5-dimetil-1-fenil-1H-sztibolt 1,1-dibutil-2,5-dimetilsztannol és diklórfenilsztibin reakciójával lehet előállítani. A sztibol felhasználásával a ferrocénhoz hasonló szendvicsvegyületek állíthatók elő.

## Fordítás
Ez a szócikk részben vagy egészben  a   Stibole című angol Wikipédia-szócikk ezen változatának fordításán alapul.  Az eredeti cikk szerkesztőit annak laptörténete sorolja fel. Ez a jelzés csupán a megfogalmazás eredetét és a szerzői jogokat jelzi, nem szolgál a cikkben szereplő információk forrásmegjelöléseként.